# Törpehangyász
A törpehangyász (Cyclopes didactylus) az emlősök (Mammalia) osztályának a vendégízületesek (Xenarthra) öregrendjébe és a szőrös vendégízületesek (Pilosa) rendjébe, ezen belül a törpehangyászok (Cyclopedidae) családjába tartozó faj. Családjának az egyetlen élő képviselője.
Nemének az egyetlen faja.

## Előfordulása
Mexikó déli területeitől kezdve Bolívián át Brazíliáig valamennyi trópusi erdőben széles körben elterjedt állat. Az állomány egyedszáma hosszabb távon stabilnak tűnik.

## Alfajai
- Cyclopes didactylus catellus
- Cyclopes didactylus didactylus
- Cyclopes didactylus dorsalis
- Cyclopes didactylus eva
- Cyclopes didactylus ida
- Cyclopes didactylus melini
- Cyclopes didactylus mexicanus

## Megjelenése
Testhossza 16–23 centiméter, farokhossza 16,5–29,5 centiméter és testtömege 300–500 gramm. A szőrzete, elterjedési területének északi részén aranysárga. A délebbre élő populációk szőrzetének színe fokozatosan szürkére vált. A farka hosszú, erős és kapaszkodásra alkalmas. Alulról teljesen szőrtelen. A mellső végtagok második és harmadik ujja hajlott karmokban végződik, ezeket a táplálékszerzés során és védekezéskor használ. Ennek az emlősnek a talpán is vannak ízületei, így a karmait egészen vissza tudja hajlítani, és biztosan kapaszkodik velük a faágakon. A nyelvét ragadós anyag borítja, melyet a nyálmirigyek termelnek, s ez megkönnyíti a rovarfogást.
|  |  |

## Életmódja
Ez az állat éjjel aktív és ritkán száll le a fáról. Magányosan vagy párban él. Tápláléka hangyákból, termeszekből, méhekből és egyéb rovarokból áll. A fogságban több mint két évig él.

## Szaporodása
A törpehangyász körülbelül egyévesen válik ivaréretté. A párzási időszak júliustól augusztusig tart. A 6 hónapos vemhesség után decemberben vagy januárban világra jön az egyetlen kölyök. A kölyök az első hónapjait egy fa odvában tölti, utána az anyja farkába kapaszkodva „utazik”. Mindkét szülő, félig megemésztett rovartáplálékkal eteti. Kilenc hónapos korában félig-meddig önálló.

## Rokon fajai
Az összes hangyászféle rokonságban áll a törpehangyásszal.